# Kingdom Under Fire II
Kingdom Under Fire II — компьютерная мультиплеерная онлайн-игра, разработанная корейской компанией Blueside. Игра сочетает в себе элементы стратегии и RPG. Kingdom Under Fire 2 продолжает серию игр Kingdom Under Fire со средневековым фэнтезийным сеттингом.
Пока бета-версии Kingdom Under Fire 2 доступны для игры в Китае и Тайване. Осенью 2017 года началось закрытое бета-тестирование в России., 16 апреля 2018г  началось ОБТ. Локализатором выступает компания Иннова, уже известная по таким масштабным корейским MMORPG как Lineage 2, Aion, Blade & Soul, а также по киберспортивному шутеру Point Blank и другим играм.
Kingdom Under Fire 2 в России и СНГ был закрыт 20 марта 2019г.

## Геймплей
Игра сочетает в себе геймплей, характерный для RTS и RPG, а система одиночного боя заимствует элементы слэшера. У игрока есть личная армия с пехотой, артиллерией и боевой техникой, однако часть геймплея подразумевает одиночную игру с выполнением квестов. Также в игре присутствует PvP — режим дуэли, арена с участием отряда и массовые сражения.

## Сюжет
Действие Kingdom Under Fire 2 происходит в Берсии, разрываемой войной между Альянсом (союзом людей, эльфов и гномов) и легионами властелина Хаоса, темного бога Энкаблоса. Берсия истощена и окутана заговорами, а игроку предстоит вернуть в мир спокойствие и гармонию.
Kingdom Under Fire 2 продолжает сюжетную линию серии. Всего вселенная Kingdom Under Fire насчитывает пять игр. Первая игра, Kingdom Under Fire: A War of Heroes, вышла в 2001 году и по игровой механике представляла собой стратегию c элементами ролевых игр: героями, прокачкой и исследованием подземелий. Если в первой части упор делался на стратегический геймплей, то во второй части — Kingdom Under Fire: The Crusaders — главное место занял экшен. Разве что герой был не один — его окружали многочисленные войска, которые создавали массовку для максимально эпичного сражения. Также в Crusaders появились первые гигантские юниты. По сути, современную Kingdom Under Fire 2 можно считать прямой наследницей Crusaders, потому что она повторяет и развивает идеи именно этой игры.
Менее чем через год после The Crusaders вышла Kingdom Under Fire: Heroes, которая воспринималась скорее как дополнение, нежели новый проект. Главным достоинством Heroes стала сюжетная кампания — приквел к событиям предыдущей игры. А предпоследняя часть, Kingdom Under Fire: Circle of Doom, сменила жанр, превратившись в ролевой экшен. Не стало массовых побоищ «армия на армию», исчезли элементы стратегии и менеджмент войск. Kingdom Under Fire 2 — первый онлайн-проект серии, сочетающий в себе два жанра — стратегию и RPG.

## Разработка
Первое упоминание о Kingdom Under Fire 2 произошло в январе 2008 — игру анонсировали на PC и консолях, релиз планировался на 2009 год. Игра должна была стать гибридом MMO и стратегии — так называемой MMORTS; ключевые элементы геймплея подразумевали синглплеер в «режиме истории» и элемент онлайн-мультиплеера, где игроки могли принимать участие в сражениях. ММО-аспект игры также позволял игрокам создавать гильдии и сражаться за территории.
В июле 2009 Blueside подтвердили релиз версии для Xbox 360 в 2010. Версия для Xbox должна была иметь больше синглплеерного контента, режим онлайн-мультиплеера, а также скачиваемый контент. Режим MMORTS, тем не менее, подтверждения не получил.
В марте 2010 сайт MMOSITE.com сообщил, что проект находится в лимбо. В интервью представители Blueside подтвердили, что над проектом работают 90 человек, и что релиз откладывается из-за нехватки рабочей силы, возникшей благодаря одновременной разработке версии для РС и консолей. Ведущий разработчик Ли Санг Йонг сообщил, что в целом проблем с разработкой нет.
В октябре 2010 стало известно, что версия для Xbox 360 откладывается как минимум до декабря 2011 из-за наложенных Microsoft ограничений, связанных с платежами; производство игры, по утверждениям разработчиков, было завершено. Бюджет проекта превысил 20 миллионов долларов по состоянию на конец 2010 года.
В ноябре 2010 Blueside анонсировали разработку версии для PlayStation 3, релиз которой планировался на 2012 год. По поводу версии для Xbox 360 все ещё велись переговоры с Microsoft.
В ноябре 2013 Blueside анонсировали бета-тестирование на PC в Корее в декабре, а также начало разработки версии для PlayStation 4. На корейской конвенции видеоигр G-Star в ноябре 2013 продюсер Санг-Юн Ли объявил, что тестирование на РС состоится в Корее, Малайзии и Сингапуре в следующем месяце; в то же время версия для PS4 должна была выйти в мае 2014.
В Корее открытое бета-тестирование началось в мае 2014. В апреле 2017 MMOGAsia анонсировала доработку игры в соответствии с полученным от игроков фидбэком и временно приостановила работу серверов со старой версией. Весной 2017 года открылось бета-тестирование в Китае и Тайване, что позволило прекратить работу на старых серверах в Корее.
Осенью 2017 года ожидается старт закрытого бета-тестирования в России — это дебют Kingdom Under Fire II в Европе. Игра выйдет на PC.